# Изопимаровая кислота
Изопимаровая (изодекстропимаровая) кислота — природное вещество ряда смоляных кислот, относящееся к терпеноидам тритерпенового ряда.
В природе входит в состав живицы и канифоли.
Является бесцветным кристаллическим веществом, образуя иглообразные кристаллы.
Сравнительно устойчива на воздухе. При действии щелочей легко образует соли. При полном гидрировании образует пимантрен. 